# Cison di Valmarino
Cison di Valmarino är en ort och kommun i provinsen Treviso i regionen Veneto i Italien. Kommunen hade 2 632 invånare (2018).